# Зал Вантадур
Зал Вантадур (фр. Salle Ventadour) — парижский театр, располагавшийся на улице Нёв-Вантадур, ныне улица Меюль (II округ Парижа). Он был построен с 1826 по 1829 год для Оперы-Комик по проекту известного архитектора Жака-Мари Юве (фр.). Первоначальное здание театра было рассчитано на 1106 зрителей, но впоследствии оно было передано Театру итальянской комедии, а его вместимость увеличена до 1295 зрителей в 1841 году. Большинство опер итальянского композитора Джузеппе Верди во Франции впервые исполнялись именно на его сцене. Когда в 1878 году итальянская труппа прекратила свою деятельность, здание театра было отдано под офисы.

## Опера-Комик
Опера-Комик впервые выступила в зале Вантадур 20 апреля 1829 года. Программа включала одноактную оперу «Два мушкетёра» Анри-Монтана Бертона, увертюру к опере Этьенна Мегюля «Юный Генрих» и трёхактную оперу «Невеста» композитора Даниэля Обера на либретто Эжена Скриба. Опера-комик представила 32 премьеры за время своего пребывания в зале Вентадур, в том числе одну из последних опер Франсуа-Адриена Буальдьё «Две ночи», поставленную 20 мая 1829 года, оперу «Фра-Дьяволо» Обера (28 января 1830 года) и оперу «Цампа» Фердинана Герольда (3 мая 1831 года). После 22 марта 1832 года Опера-Комик покинула Зал Вентадур и перебралась в зал Бурс, где дала первое представление 24 сентября того же года.

## Театр Нотик
Зал Вантадур заново открылся 10 июня 1834 года как театр Нотик («морской театр»), который носил это название из-за того, что одни из главных его представлений давались с использованием бассейна с водой на сцене. Его репертуар включал балет-пантомиму «Ундины», основанную на повести Фуке «Ундина» о водяной фее, которая выходит замуж за рыцаря, чтобы спасти свою душу, и использовавшую музыку из одноимённой оперы Гофмана, балет «Вильгельм Телль» на музыку немецкого композитора Жака Струнца; одноактный балет «Новый Робинзон», в котором также использовалась вода, а также шинуазри «Чао-Кан». Они перемежались выступлениями хоров Карла Марии фон Вебера и других музыкантов, исполняемыми членами немецкой труппы, которая в то время создавалась в Париже. Отзывы критиков были не очень хорошими, и со временем аудитория театра уменьшилась.
Гарриет Смитсон, ирландская актриса, вышедшая замуж за французского композитора Гектора Берлиоза 3 октября 1833 года, выступила в театре Нотик 22 ноября 1834 года в одноактной пантомиме, поставленной местным хореографом Луи Анри. Она называлась «Последний час осужденного», и в ней использовалась музыка Цезаря Пуни. Сценарий содержал сцены безумия, играть которые очень удавалось Смитсон: ранее она исполнила роль Офелии в англоязычной постановке «Гамлета» Шекспира в театре Одеон, получившей большое признание в 1827 году. Новая пьеса была пантомимой, поскольку Смитсон плохо владела французским языком, который она так никогда и не смогла освоить. Её выступление в театре Нотик не встретило восторженных отзывов. Жюль Жанен в журнале «Journal des débats» определил её выступление, как состоящее из «двух или трёх десятков гримас, которые называют искусством пантомимы», и посетовал, что «ей отрезали язык». Берлиоз анонимно написал положительную рецензию на её выступление, которая появилась в «Gazette musicale», но больше её половины было посвящено описанию её предыдущего появления на сцене в роли Офелии и влиянию, которое оно оказало на французский стиль актёрской игры. Это была не единственный хоть сколько-нибудь положительный отзыв: англоязычный издатель Галиньяни похвалил Смитсон, отметив, что «единственным признаком, позволявшим назвать это пьесой, было выступление мадам Берлиоз в роли жены осуждённого, в котором агония и отчаяние, присущие подобной ситуации, изображены с точностью и болезненной правдой, насколько это может передать совершенный артист». Но, по-видимому, её выступления не смогли помочь театру, который закрылся в 1835 году.

## Театр итальянской комедии
Зал Вантадур короткое время использовался Театром итальянской комедии (с 30 января по 31 марта 1838 года) после того, как его предыдущая резиденция, зал Фавар, сгорел 15 января 1838 года. В этот период на его сцене состоялась только одна парижская премьера — «Паризина» Гаэтано Доницетти. Потом Театр итальянской комедии перебрался в театр Одеон, где давал представления в течение трёх лет, прежде чем вернуться в зал Вентадур в 1841 году.

## Театр Ренессанс
В то время как Театр итальянской комедии давал представления в театре Одеон, зал Вантадур был арендован Антенором Жоли, который при поддержке двух великих французских драматургов-романтиков Виктора Гюго и Александра Дюма реконструировал его и переименовал в театр Ренессанс. Их цель состояла в том, чтобы собрать в одном театре элитарную и народную публику Парижа. Новый театр открылся 8 ноября 1838 года премьерой драмы Гюго «Рюи Блаз» с Фредериком Леметром в главной роли. Всего было поставлено 48 спектаклей. На его сцене были представлены две новые пьесы Дюма — «Батильда» (14 января 1839 года) и «Алхимик» (10 апреля 1839 года), хотя они имели небольшой успех. Репертуар труппы не ограничивался пьесами: Жоли также поставил три новые оперы Фридриха фон Флотова, а 6 августа 1839 года состоялась премьера французского варианта оперы Доницетти «Лючия ди Ламмермур» с Софией-Анной Тийон в роли Лючии и Ачилле Риккарди в роли Эдгардо. Однако труппа Жоли просуществовала недолго, и театр закрылся 16 мая 1841 года.

## Возвращение Театра итальянской комедии

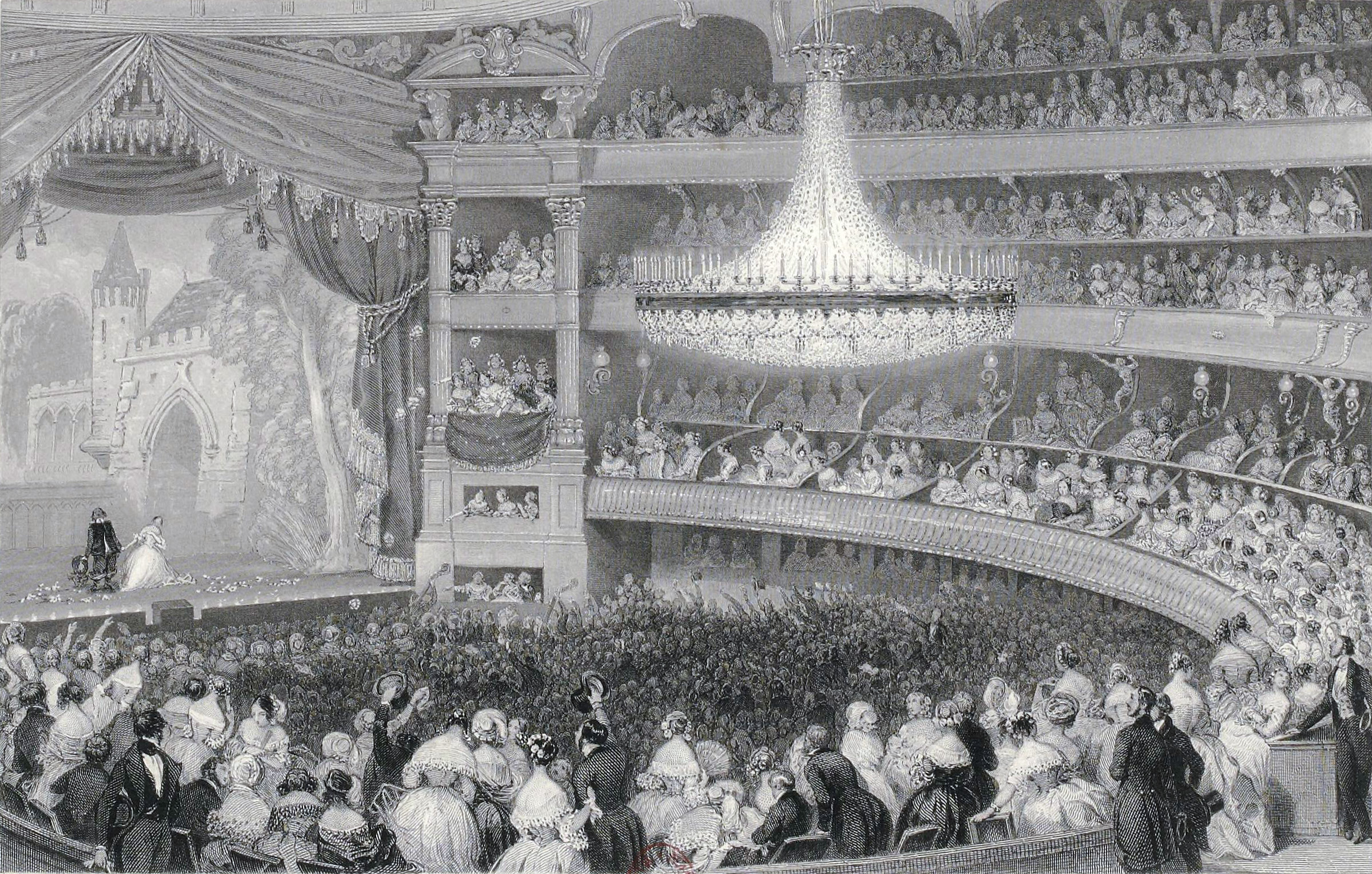
Представление Театра итальянской комедии в зале Вантадур (ок. 1842).

После закрытия театра Возрождение в 1841 году вместимость зала была увеличена до 1294 человек, который вновь использовался Театром итальянской комедии, в период со 2 октября 1841 года по 28 июня 1878 года. За это время его труппа представила премьеру оперы Доницетти «Дон Паскуале» (3 января 1843 года) и парижские премьеры 15 опер Верди, включая «Набукко» (1845), «Эрнани» (1846), «Трубадура». (23 декабря 1854), «Травиату» (6 декабря 1856), «Риголетто» (19 января 1857), «Бал-маскарад» (13 января 1861 года) и «Аиду» (22 апреля 1876 года) под управлением Верди. Среди известных исполнителей, появлявшихся в операх Верди на сцене зала Вантадур, были Джорджо Ронкони, Аделаида Борги-Мамо и Гаэтано Фраскини. Верди предположительно называл зал Вентадур своим любимым оперным театром в Париже.
После того, как Театра итальянской комедии прекратил свою деятельность в 1878 году, 20 января 1879 года зал Вантадур был продан и преобразован под офисы. С 1893 года большую часть здания занимал Банк Франции. Гюстав Шуке в издании 1900 года "Словарь музыки и музыкантов" Джорджа Гроува описывал отремонтированное здание зала Вантадур следующим образом: "Его фронтон, всё ещё украшенный статуями муз, теперь увенчан словами "Banque d’escompte de Paris", поистине раздражающее зрелище".

## Дополнительные источники
- Fouqué, Octave (1881). Histoire du Théâtre-Ventadour, 1829–1879: Opéra-Comique, Théatre de la Renaissance, Théatre-Italien в «Книгах Google». Paris: G. Fischbacher.  (фр.) OCLC 457304597, 10766694 и 475491162.